# Elección presidencial de Alemania Occidental de 1949
La elección del primer Presidente de la República Federal de Alemania se llevó a cabo el 12 de septiembre de 1949, después de la primera elección al Bundestag el 14 de agosto de 1949 (donde Konrad Adenauer fue elegido canciller) y los acuerdos entre la CDU/CSU, el FDP y el Partido Alemán (DP) para formar una coalición. 
El líder del FDP Theodor Heuss, quien fue nominado por la CDU/CSU, el DP y el FDP, fue elegido por la Asamblea Federal (integrada por todos los diputados federales y un número igual de delegados enviados por los estados federados).
Heuss tenía muchas probabilidades de ganar la elección, puesto que la coalición que le apoyaba contaba con la mayoría de los escaños en la Asamblea Federal.
Bajo la Ley Fundamental de 1949, al nuevo cargo de Presidente Federal se le dio menos poderes que al cargo anterior de Reichspräsident, debido a las malas experiencias del pasado, especialmente por el abuso de poderes. Sin embargo, sus funciones incluían la nominación del primer Canciller Federal, en este caso Konrad Adenauer. El Presidente Federal Heuss tomó posesión del cargo en una ceremonia ante los miembros del Bundestag y el Bundesrat al día siguiente al de su elección, el 13 de septiembre de 1949.
Las elecciones se llevaron a cabo en Bonn.

## Composición de la Asamblea Federal
| Partido        | Miembros  | Miembros          | Miembros  |
| Partido        | Bundestag | Estados federados | Total     |
| -------------- | --------- | ----------------- | --------- |
| CDU/CSU        | 140 + (2) | 140 + (2)         | 280 + (4) |
| SPD            | 131 + (5) | 148 + (4)         | 279 + (9) |
| FDP            | 52 + (1)  | 35 + (2)          | 87 + (3)  |
| DP             | 17        | 11                | 28        |
| BP             | 17        | 17                | 34        |
| Zentrum        | 10        | 11                | 21        |
| KPD            | 15        | 25                | 40        |
| WAV            | 12        | 12                | 24        |
| DRP            | 6         | -                 | 6         |
| SSW            | 1         | 2                 | 3         |
| BDV            | -         | 1                 | 1         |
| Independientes | 1         | -                 | 1         |

Nota: Los 16 delegados que aparecen entre paréntesis corresponden a diputados sin derecho a voto en representación de Berlín Oeste. De estos 16 diputados, ocho eran miembros del Bundestag enviados en representación de la ciudad, y los otros ocho formaban parte de la Cámara de Diputados de Berlín. Todo esto se debía a la situación especial que existía en torno al estatus político de la antigua capital alemana y los acuerdos de las cuatro potencias aliadas tras la Segunda Guerra Mundial.

## Resultados
| Vuelta         | Candidato                | Votos | %     | Partido |
| -------------- | ------------------------ | ----- | ----- | ------- |
| Primera vuelta | Theodor Heuss            | 377   | 46,9% | FDP     |
| Primera vuelta | Kurt Schumacher          | 311   | 38,7% | SPD     |
| Primera vuelta | Rudolf Amelunxen         | 28    | 3,5%  | Zentrum |
| Primera vuelta | Hans Schlange-Schöningen | 6     | 0,7%  | CDU     |
| Primera vuelta | Karl Arnold              | 1     | 0,1%  | CDU     |
| Primera vuelta | Josef Müller             | 1     | 0,1%  | CSU     |
| Primera vuelta | Alfred Loritz            | 1     | 0,1%  | WAV     |
| Primera vuelta | Abstenciones             | 76    | 9,5%  |         |
| Primera vuelta | Votos inválidos          | 2     | 0,2%  |         |
| Segunda vuelta | Theodor Heuss            | 416   | 51,7% | FDP     |
| Segunda vuelta | Kurt Schumacher          | 312   | 38,8% | SPD     |
| Segunda vuelta | Rudolf Amelunxen         | 30    | 3,7%  | Zentrum |
| Segunda vuelta | Hans Schlange-Schöningen | 2     | 0,2%  | CDU     |
| Segunda vuelta | Votos en blanco          | 37    | 4,6%  |         |
| Segunda vuelta | Votos inválidos          | 3     | 0,4%  |         |